# Сенсорна журналістика
Сенсорна журналістика — тип журналістики, який відноситься до використання датчиків для збору або збору даних, а потім аналізу, візуалізації або використання даних для підтримки журналістського розслідування. Це пов'язано, але відрізняється від журналістики даних. Тоді як журналістика даних ґрунтується на використанні історичних або наявних даних, журналістика датчиків включає створення даних за допомогою сенсорних інструментів. Це також включає безпілотну журналістику.

## Історія
Приклади журналістики на основі датчиків (див. нижче) відносяться до початку 2000-х років і зазвичай включають використання сенсорних інструментів для створення або збору даних, про які необхідно повідомляти. Спосіб розгортання датчиків розрізняється. В деяких випадках журналіст дізнається, як управляти і розгортати датчик (див. хроніку Х'юстону), тоді як в інших (див. WNYC Cicada Tracker), датчики створюються і розгортаються широкою публікою. Журналісти також можуть просити дані з наявних мереж датчиків (див. Приклад Sun Sentinel) і видалених датчиків (див. Приклад ProPublica).
Датчики, використовувані для звітності, можуть бути закритими джерелами з чітко вираженими умовами використання або з відкритим початковим кодом, що дозволяє модифікувати датчик нижче за течією від розробки.
Модулі сенсорної журналістики викладалися в коледжі Емерсон (навколо якості води / забруднення) і Міжнародного університету Флориді (біля підвищення рівня).

## Приклади
- Хроніка Х'юстону, шляхом шкоди[4]
- Дослідження токсичних хімічних речовин в повітрі в громадських парках.
- США сьогодні, Примарні заводи[5]
- Серія, яка дивилася на свинцево-забруднений ґрунт в околицях навколо попередніх заводів США.
- Сонце Сентинел, вище за закон[6]
- Серія про тенденції копів до швидкості.
- WNYC Cicada Tracker
- Проєкт, який обертався навколо появи Magicicada .
- Washington Post, ShotSpotter
- Проєкт з 300 акустичними датчиками через 20 квадратних миль в DC[7]
- Планета Гроші, Планета Гроші Робить футболку[8]
- Проєкт, який відбувся після випуску сорочки від початку до кінця.
- ProPublica, Losing Ground[9]
- Дослідження рівня моря в Луїзіані.